# Американский мастиф
Американский мастиф (англ. american mastiff) — крупная собака молоссоидного типа. Порода создана путём скрещивания английского мастифа и анатолийской овчарки. В 2000 году порода была признана Континентальным клубом собаководства как чистокровная порода. Собаки этой  породы  являются  хорошими охранниками и компаньонами при условии  правильной  социализации и воспитания.

## Общая информация
Часть специалистов-кинологи не считают американского мастифа отдельной породой.  Высказывается и мнение, что это — просто метис английского мастифа, а не отдельная порода. Однако  с их мнением не соглашается другая часть специалистов, а  двух крупных международных кинологических федерациях эта  порода получила полноценное  признание, в них был  зарегистрирован стандарт породы,  американские  мастифы  в этих федерациях могут полноценно участвовать в выставках.
В России порода «американский мастиф» мало известна и не является популярной на данный  момент.

## История породы
Порода американский мастиф ведёт своё происхождение от завезённых в  Америку в конце XVIII века собак молосского типа. В основном, в качестве  основателей  породы  использовались английские мастифы, также  была прилита  кровь итальянских мастифов.
Из-за того, что рабочее поголовье собак  было небольшим, внутри популяции  наблюдалось частое  близкородственное  скрещивание, что привело к тому, что  в начале XX века собаки данного типа  несли в себе большое количество признаков  вырождения. 
После  Второй мировой войны  американское кинологическое сообщество занялось восстановлением поголовья и улучшением качества  собак, которые тогда носили название английский мастиф американского типа. В процессе этих работ для  прилития  использовались крови разных пород  собак.
В последней четверти двадцатого века заводчица Фредерика Вагнер путём наблюдения за получаемым  поголовьем  собак  пришла к выводу, что имеет смысл на основе  имеющегося  поголовья имеет смысл сформировать новую отдельную  породу. Для  формирования  желаемого фенотипа к  имеющемуся  на тот момент в наличии поголовью собак она стала приливать крови анатолийской овчарки, которая  помогла избавиться этим собакам от дисплазии и позволила  улучшить им  мышечный каркас.
В 2000-м году эта порода получила признание Континентального кеннел-клуба (KKC), чуть позднее она также была  признана  Американских кеннел-клубом (AKC). Начиная с этого времени прилитие  кровей  других пород собак было прекращено, разведение велось внутри породы.
Признание FCI порода пока не получила.

## Описание
Собаки породы американский  мастиф  имеют выраженный  половой  диморфизм. Рост в холке  довольно сильно разнится - от 71 до 91  сантиметра, а  вес  может  колебаться  в  пределах между  63 и 91 килограммами. Срок жизни этих собак составляет в среднем от 10 до 12 лет.
Стандарт породы имеет большое  сходство со стандартом английского мастифа, однако "американцам"  свойственна  меньшая  складчатость кожи и более  сухое, атлетическое телосложение. 
Шерсть  гладкая, плотная, имеет выраженный  подшерсток. 
Окрасы допустимы палевый, абрикосовый, все оттенки рыжего.  Также допускается наличие тигровин и белых отметин на лапах и груди. На морде  допускается наличие  маски.

## Характер
Собаки  этой породы обладают  уравновешенным характером и спокойным  нравом. В семье собаки ласковые, но сдержанные, к детям  относятся с  терпением, но не склонны  идти на контакт с ними и играть.
Американские мастифы  обладают хорошими охранными  качествами.
В отличие от одного из своих прародителей, английского мастифа,  эти собаки более агрессивны и  проявляют более активное  поведение.
С другими животными, как собаками, так и кошками, уживаются  плохо, могут проявлять агрессию  к ним.
К  посторонним недоверчивы.
Начинающим  собаковладельцам не рекомендуется  заводить  собак этой  породы, так как им  требуется очень серьёзный  подход к дрессировке и воспитанию. Также этим  собакам  необходима ранняя и активная  социализация.

## Особенности содержания и ухода
Американский мастиф это довольно  здоровая  порода, не имеющая  серьёзных  породных заболеваний, которые могли бы доставлять проблемы  владельцам.
Однако у них, как и у  большинства  крупных пород собак, характерно развитие  дисплазии. В основном  в породе она носит  приобретённый характер, так как  генетическая  предрасположенность к  врождённой дисплазии в  породе  практически убрана. 
Шерсть из-за густого подшерстка  требует регулярного вычёсывания (как минимум один раз в неделю). Колтуны  у  этих собак не формируются, но если не будет регулярного вычёсывания, они будут очень сильно линять, что в условиях квартирного содержания крайне  неудобно.  
Также важно уделять внимание  глазам из-за обвислости века. Это приводит к тому, что глаза  склонны  к травмированию.  
Щенки при выращивании нуждаются  в повышенном содержании белка и минералов в рационе  (как и другие крупные  породы собак). 
Из-за  уязвимости суставов  в период  роста важно  ограничивать  двигательную  активность щенка  в период  роста и не допускать его до прыжков  через барьеры и хождения  по лестнице. 
Собаки этой  породы не нуждаются в длительных  прогулках и  больших физических нагрузках. 